# Marek Jakubiak
Marek Jakubiak (* 30. dubna 1959 Varšava) je polský politik, pivovarník a bývalý voják. Je zakladatelem a vlastníkem pivovarnické firmy Browary Regionalne Jakubiak. V letech 2015–2019 byl poslancem Sejmu. V srpnu 2018 kandidoval za stranu Kukiz’15 na primátora Varšavy, skončil jako čtvrtý ze čtrnácti kandidátů. Ve volbách roku 2020 kandidoval na polského prezidenta za stranu Federacja dla Rzeczypospolitej, kterou sám založil. V prezidentských volbách v roce 2025 opět kandidoval, skončil se ziskem 0,77 % hlasů na desátém místě a ve druhém kole voleb podpořil kandidáta Práva a spravedlnosti Karola Nawrockého.